# Marietta Nikolajewna Boiko
Marietta Nikolajewna Boiko (russisch Мариэтта Николаевна Бойко, wiss. Transliteration Mariėtta Nikolaevna Bojko; * 19. Januar 1935 in Moskau) ist eine sowjetische und russische Literaturwissenschaftlerin und Kulturwissenschaftlerin.
Marietta Boiko absolvierte die Lomonossow-Universität Moskau und promovierte an der dortigen Philologischen Fakultät. Darauf trat sie in das Moskauer Staatliche Institut für Kunstgeschichte ein. Marietta Boiko ist Mitglied des Moskauer Schriftstellerverbandes.

## Werk (Auswahl)
In russischer Sprache
- 1965 Redakteurin des Tolstoi-Nachlasses zusammen mit E. J. Seidenschnur[3] und Mitarbeitern (Толстой-редактор : публикация редакторских работ Л. Н. Толстого)
- 1977: Die Lyrik Nekrassows (Лирика Некрасова)
- 1981: Ästhetische Konzepte des Sozialistischen Realismus (Художники социалистической культуры – эстетические концепции)
- 1987: Moskauer Schriftsteller (Московские писатели)
- 1994: Das Göttliche und das Menschliche. Tolstois Werke 1903–1910 zusammen mit Lidija Opulskaja und Mitarbeitern (Божеское и человеческое – произведения 1903–1910 гг.)
- 1997: Skizzen des russischen ästhetischen Denkens in der zweiten Hälfte des 19. Jahrhunderts (Очерки русской эстетической мысли второй половины XIX века).
- 2005: Die Russische Kultur in der ersten Hälfte des 19. Jahrhunderts – gespiegelt in den Werken von Konstantin Batjuschkow, Alexander Weltman[4], Nikolai Gogol, Iwan Gontscharow, Alexander Gribojedow, Nikolai Karamsin, Michail Lermontow und Alexander Puschkin (Авторские миры в русской культуре первой половины XIX века. К. Батюшков. А. Вельтман. Н. Гоголь. И. Гончаров. А. Грибоедов. Н. Карамзин. М. Лермонтов. А. Пушкин)